# John Horsley
John Lovell Horsley, född 21 juli 1920 i Westcliff-on-Sea, Essex, död 12 januari 2014 i Northwood, London, var en brittisk skådespelare.

## Rollista i urval
- 1953 – Bomben
- 1954 – Mästerdetektiven
- 1954 – Nattmänniskor
- 1955 – Operation Tirpitz
- 1958 – Dunkerque – helvetesstranden
- 1959 – Ben-Hur
- 1959 – Operation Amsterdam
- 1961 – Hemliga vägar
- 1968 – Döden varnar bara en gång
- 1973 – Herrskap och tjänstefolk (TV-serie)
- 1978 – Edward & Mrs. Simpson (TV-serie)
- 1984 – Juvelen i kronan (TV-serie)
- 1987 – Det fjärde protokollet
- 1987 – Miss Marple (TV-serie)
- 1991 – Lovejoy (TV-serie)